# Gallus (Heiliger)

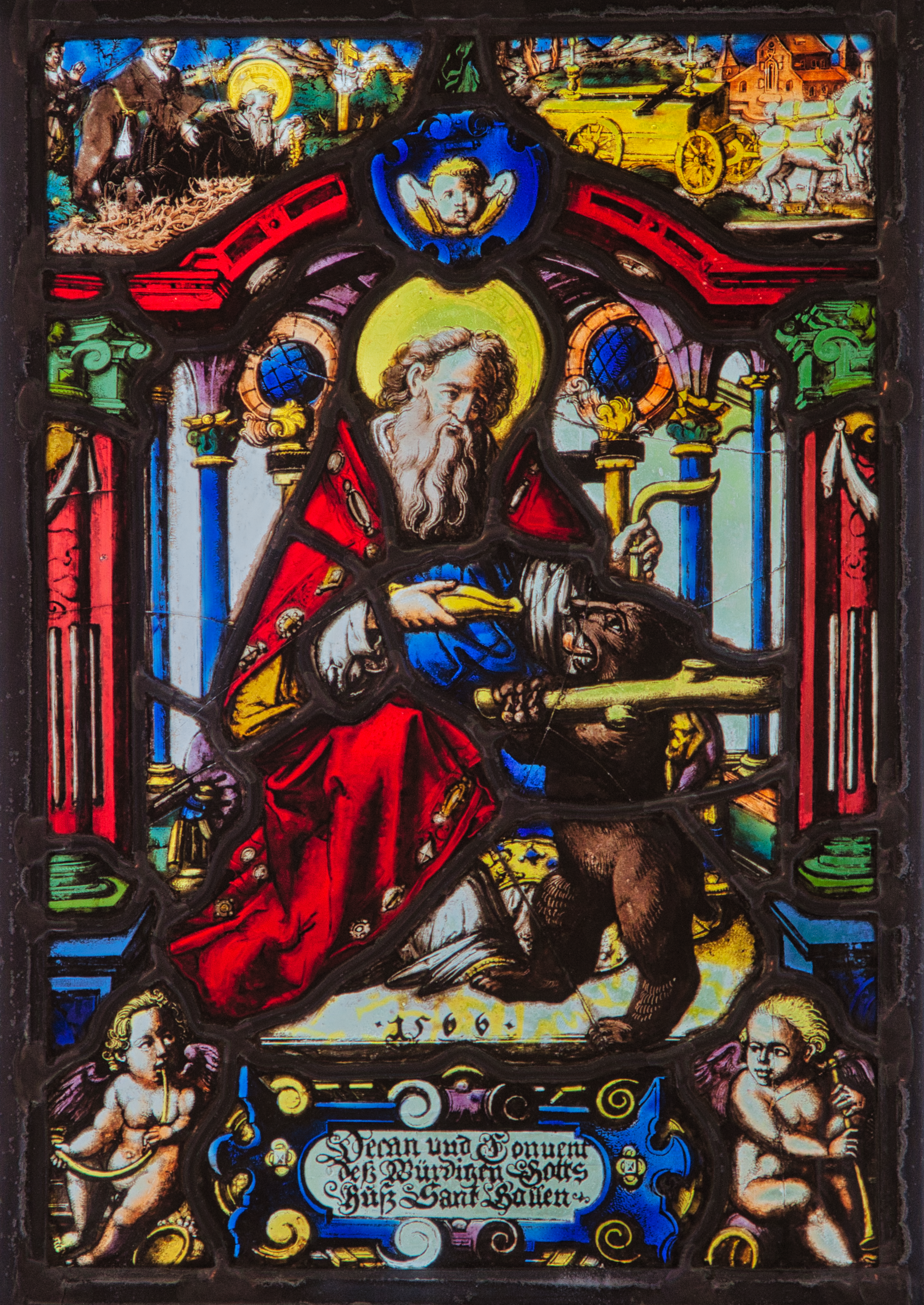
Figurenscheibe mit dem heiligen Gallus als Dekan von St. Gallen, datiert 1566

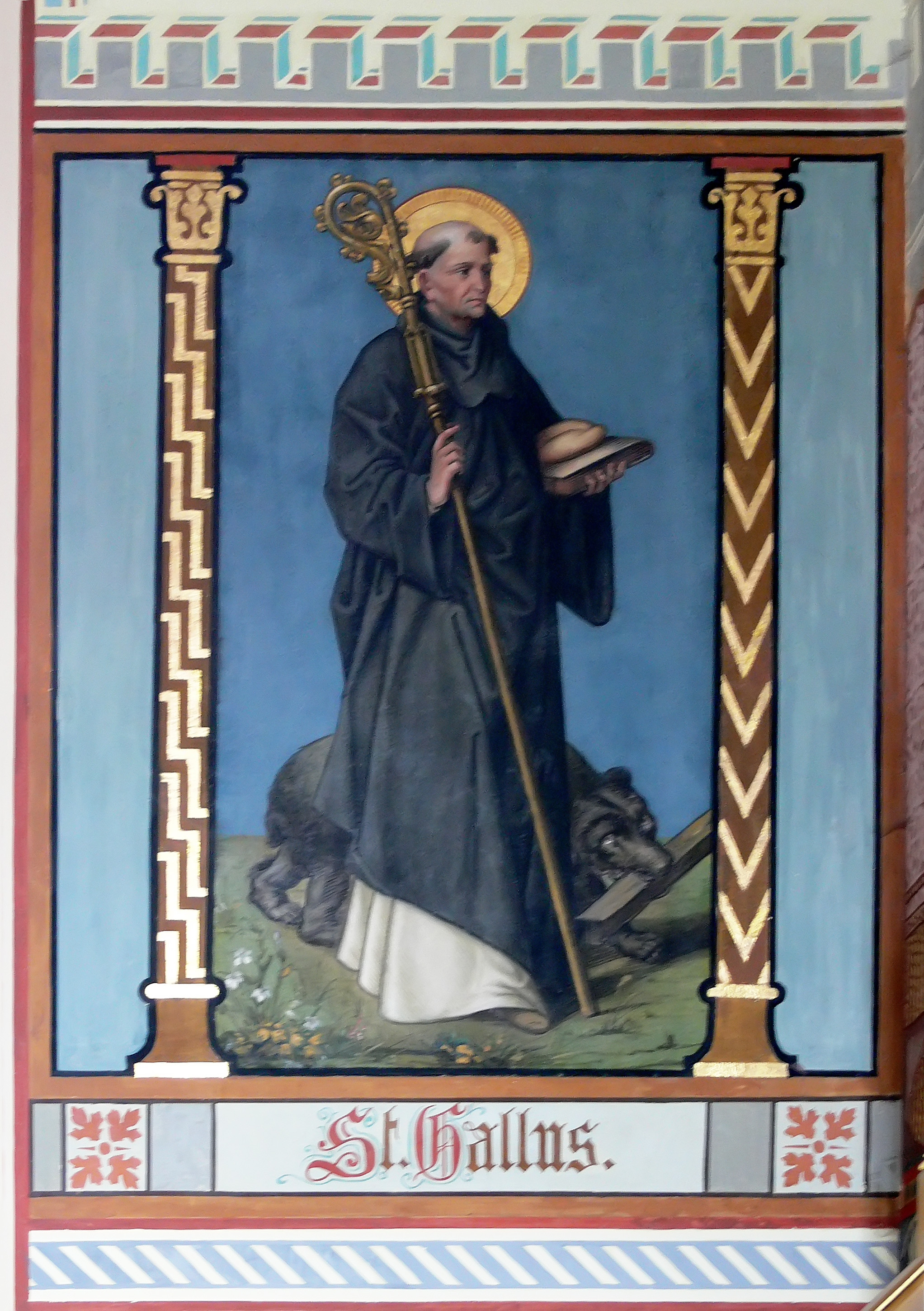
Gallus auf einer Wandmalerei in der Filialkirche St. Venantius in Pfärrenbach

Gallus (lat. der Kelte; volksetymologisch Hahn) (* um 550 auf Irland oder im Raum Vogesen-Elsass; † 16. Oktober 640, nach anderen Quellen 620 oder 646–650, in Arbon, Schweiz) war ein Wandermönch und Missionar, der vor allem im Bodenseeraum wirkte und als Heiliger verehrt wird. Er gilt als Gründer des Klosters St. Gallen und ist, zusammen mit Otmar, Schutzpatron von Stadt und Bistum St. Gallen.

## Leben
Die Hagiographie des Gallus ist in drei Fassungen überliefert. Die Urvita, die sogenannte Vita vetustissima Sancti Galli, stammt dem Mittellateiner Walter Berschin zufolge aus dem späten 7. Jahrhundert. Sie ist nur fragmentarisch erhalten. Die zwei Bearbeitungen aus dem 9. Jahrhundert durch die Reichenauer Mönche Wetti und Walahfrid Strabo sind vollständig überliefert. Inhaltlich haben die beiden Autoren die älteste Version kaum verändert und sich bei ihren Bearbeitungen vor allem auf sprachliche Verbesserungen beschränkt. Die dritte und letzte Fassung durch Walahfrid erfuhr die weiteste Verbreitung.

### Herkunft
Die Herkunft des heiligen Gallus ist umstritten. Wie die Hagiographien der Reichenauer Mönche Wetti und Walahfrid aus dem 9. Jahrhundert berichten, stammte er aus Irland und kam im Gefolge des Wandermönchs Columban von Luxeuil auf den europäischen Kontinent. Auch eine Genealogie aus dem 9. Jahrhundert legt die irische Herkunft nahe, und so galt diese bis in die zweite Hälfte des 20. Jahrhunderts als gesichert, ehe sie von der Forschung in Frage gestellt wurde. Der daraus entstandene und noch immer aktuelle Diskurs brachte zunächst zwei Theorien hervor. Die erste sieht Gallus als Iren und begründet dies mit seinem irischen Umfeld. Die zweite verneint seine irische Herkunft. Der Romanist Gerold Hilty vertritt aufgrund seiner Untersuchungen von Gallus’ Sprachkenntnissen die Ansicht, dass dieser aus dem zweisprachigen Raum Vogesen-Elsass stammte. Einen die beiden Deutungen verbindenden Ansatz lieferte der Historiker und Theologe Max Schär. Seiner Auffassung nach war Gallus ein Mann irischer Abstammung, der in einem zweisprachigen Gebiet, vermutlich im Elsass, geboren wurde und aufgewachsen ist.

### Missionstätigkeit

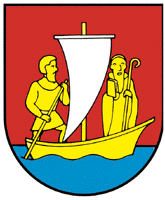
Gallus im Wappen von Tuggen

Um 590 gründete der Abt Columban das Kloster Luxeuil in den Vogesen, wo auch Gallus zu seinen Schülern zählte. Von Luxeuil aus zogen die beiden um das Jahr 610 gemeinsam mit weiteren Mönchen nach Alemannien. Umstritten ist indes, wo Gallus und Columban sich erstmals begegneten. Die Hagiographien berichten davon, dass der in Irland geborene Gallus ins Kloster Bangor im heutigen Nordirland eingetreten sei, von wo aus er mit Columban und weiteren Brüdern nach Luxeuil zog. Die Forschung um Gerold Hilty hingegen geht davon aus, dass Gallus aus Ostfrankreich stammte und somit erst während Columbans Tätigkeit in Luxeuil zum Iren stiess und zu dessen Schüler wurde.
Columban hatte aufgrund von dynastischen Konflikten zwischen Theuderich II. und dessen Bruder Theudebert II. den Rückhalt im Frankenreich verloren und musste Luxeuil verlassen. Die weitere Missionsreise führte die Gemeinschaft um Columban von Metz den Rhein aufwärts und über Zürich und Tuggen schliesslich über Arbon (Arbor Felix) in den Raum Bregenz am Lacus Brigantinus, dem heutigen Bodensee. In Bregenz trafen sie wie in Arbon auf eine christliche Gemeinde, die sich teilweise wieder dem Heidentum zugewendet hatte. Gallus predigte in alemannischer Sprache, im Gegensatz zu Columban, der diese nicht beherrschte. Hier und auch zuvor in Tuggen zerstörten die Glaubensleute 611 die Statuen einheimischer Gottheiten und warfen sie in den See. Dadurch brachten die Glaubensboten einen Teil der Einwohner gegen sich auf, die sich bei ihrem Herzog Gunzo beschwerten; zwei Mönche wurden getötet, nachdem sie in einen Hinterhalt gelockt worden waren (sie verfolgten eine vermisste Kuh in den Wald). Die in Bregenz begonnene Klostergründung misslang, und Columban reiste 612 weiter nach Bobbio in Italien, um auf Einladung des Langobarden-Fürsten ein Kloster zu gründen.
Die Galluslegende berichtet, Gallus habe wegen einer schweren Krankheit (Fieber) zurückbleiben müssen und sei von dem Priester Willimar, den er aus Arbon kannte, in Arbon gesundgepflegt worden. Die Forschung geht heute allerdings davon aus, dass es sich bei der vorgeblichen Krankheit um eine Lüge handelte und Gallus einfach nicht mehr weiterziehen wollte. Der Legende nach wurde Gallus daraufhin von Columban wegen Ungehorsams exkommuniziert und durfte zu dessen Lebzeiten die Messe nicht lesen und nicht daran teilnehmen.

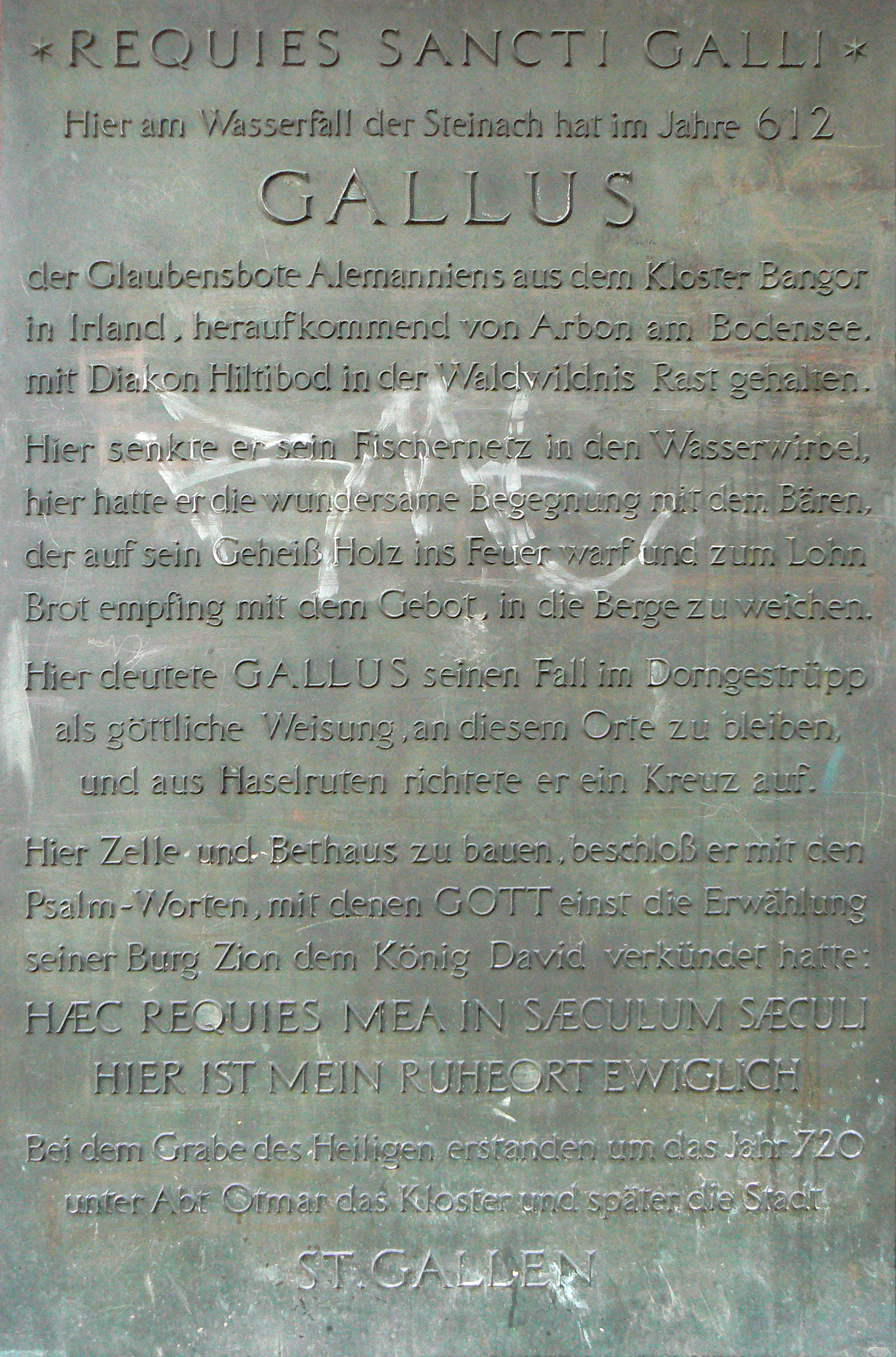
Gedenktafel zu Ehren von Gallus an der Steinach in St. Gallen

Nach einem längeren Aufenthalt in Arbon beschloss Gallus 612, zusammen mit dem Diakon Hiltibod aus Arbon dem in den Lacus Brigantinus (Bodensee) mündenden Fluss Steinach zu folgen. Sie zogen den Bach entlang in den Arboner Forst hinein (das ganze Gebiet vom Bodensee bis zum Appenzellerland war damals Urwald) und kamen an den Wasserfall bei der Mühleggschlucht. Hier stolperte Gallus und fiel in einen Dornbusch. Dies deutete er als göttliches Zeichen, hier zu bleiben. Viele Darstellungen des Gallus sind daher mit dem lateinischen Bibelvers untertitelt:

«Haec requies mea in saeculum saeculi [hic habitabo quoniam elegi eam]»

«Dies ist die Stätte meiner Ruhe ewiglich; hier will ich wohnen, denn das gefällt mir. (= Psalm 132,14 )»

Hier errichtete Gallus daraufhin seine erste Zelle. Da ihm das Lesen der Messe – dem zentralen Symbol einer klösterlichen Gemeinschaft – untersagt war, lebte er zu diesem Zeitpunkt wahrscheinlich tatsächlich als Einsiedler.

### Die Legende von Gallus und dem Bären

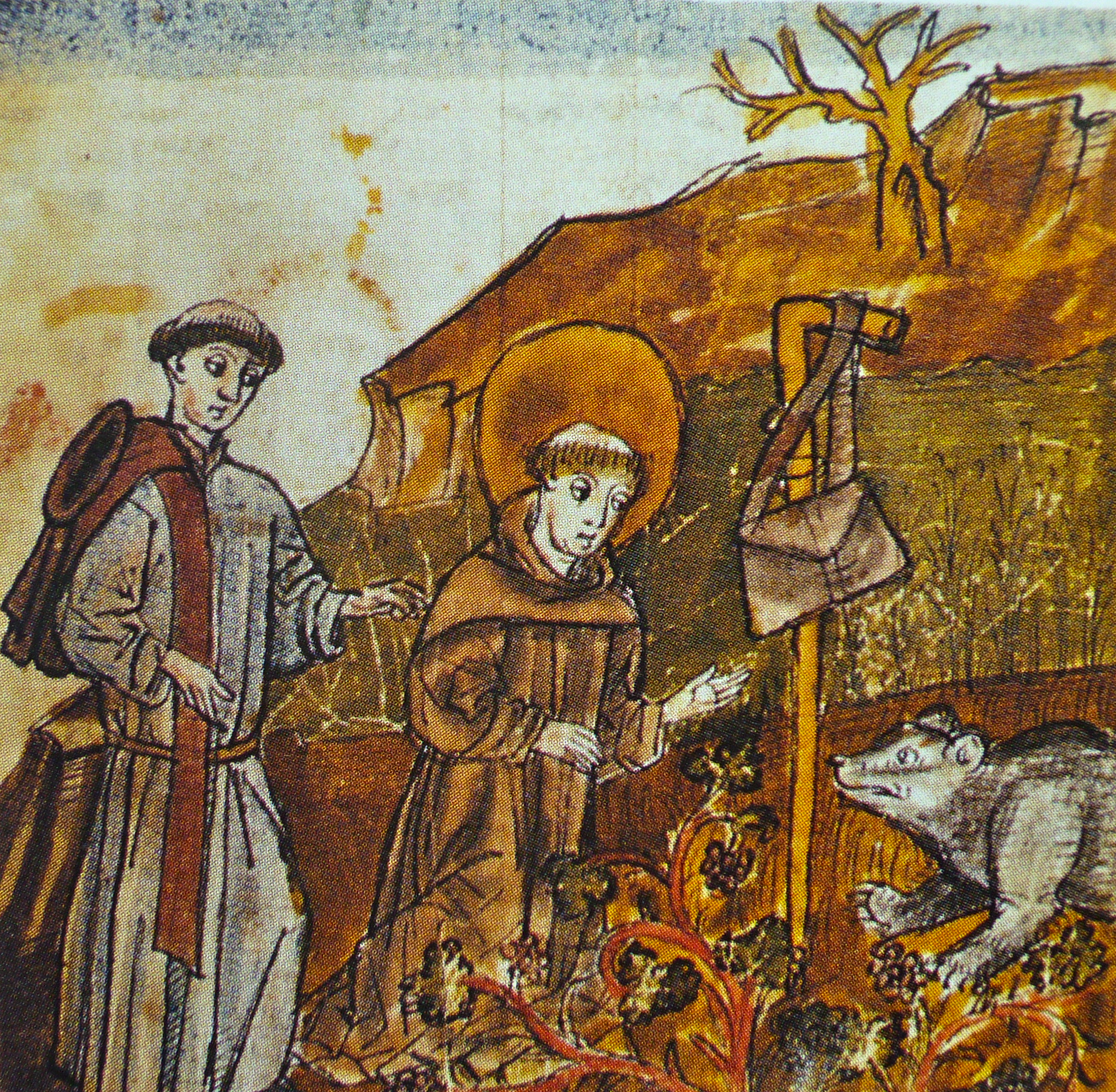
Gründung des Klosters

Eine bekannte Legende über den heiligen Gallus berichtet über die folgende Nacht: Während Hiltibod schlief, war Gallus noch wach, als plötzlich ein Bär auftauchte. Gallus liess sich nicht einschüchtern, auch dann nicht, als der Bär sich aufrichtete. Gallus befahl dem Bären im Namen des Herrn, für sein Essen zu arbeiten und ein Stück Holz für das Feuer zu holen. Der Bär gehorchte und trug das Holz zum Feuer. Anschliessend gab Gallus dem Bären ein Brot, unter der Bedingung, dass er sich nie mehr blicken lasse. Hiltibod, der mitgehört hatte, sagte zu Gallus: «Jetzt weiss ich, dass der Herr mit dir ist, wenn selbst die Tiere des Waldes deinem Wort gehorchen.» Der Bär tauchte nie wieder auf und wurde später zum Wappentier der Stadt St. Gallen. (→ Geschichte der Stadt St. Gallen)
Das Tier ist auch Gallus’ wichtigstes Insignium, er wird fast immer mit einem Bären an seiner Seite dargestellt.

### Leben in der Klause und Tod
Gallus und weitere nachfolgende Gefährten bauten eine Klause, die der Maria sowie den Burgunderheiligen Desiderius und Mauritius geweiht wurde. Gallus lebte als Eremit, sammelte jedoch viele Schüler um sich und bekämpfte heidnische Bräuche. In seiner Lebensbeschreibung erscheint Gallus immer wieder als Fischer, zuletzt an der fischreichen Steinach.
Im Jahr 612 berief der Alamannenherzog Gunzo eine Synode aller Stammesfürsten und wichtigen Kleriker ein, um den vakanten Stuhl des Bischofs von Konstanz neu zu besetzen. Er wollte Gallus zum Bischof machen, vielleicht auch, weil dieser seine Tochter Fridiburga von einer schweren Krankheit geheilt hatte. Gallus wollte dies nicht und kam bereits mit einem anderen Mönch, Johannes, zu dieser Tagung, um ihn als Bischof vorzuschlagen. Der Herzog ging auf diesen Wunsch ein, und nach dreijähriger Ausbildung durch Gallus soll Johannes Bischof von Konstanz geworden sein. Gallus aber lebte weiter zurückgezogen ein asketisches Leben.
Der Legende nach träumte Gallus am Todestag von Columban von dessen Tod im Jahr 615 und las wieder die Messe. Er schickte den Diakon Maginald nach Bobbio, um sich davon zu überzeugen, und Maginald überbrachte ihm bei seiner Rückkehr den Krummstab des Columban als Zeichen der Versöhnung und als Zeichen dafür, dass er jetzt als Abt wirken darf. 629 kam eine Delegation aus Luxeuil mit dem Angebot, der Nachfolger des verstorbenen Abts Eustasius zu werden, was er ablehnte. Spätestens seit er wieder die Messe lesen durfte, nahm die Zahl seiner Brüder zu, und seine Einsiedelei wurde möglicherweise bereits zu seinen Lebzeiten zur Siedlung, in der auch Frauen, Kinder und Bedienstete lebten.
Am 16. Oktober 640 (nach anderen Quellen: 620 oder 646–650) starb Gallus nach seiner letzten Predigt in Arbon. Dieser Tag, der Gallustag, wird heute noch gefeiert. Sein Grab wurde zum Wallfahrtsort, und er wird vor allem im süddeutschen Raum, dem Elsass und der deutschsprachigen Schweiz verehrt, seinem Hauptwirkungsraum.

## Nachleben

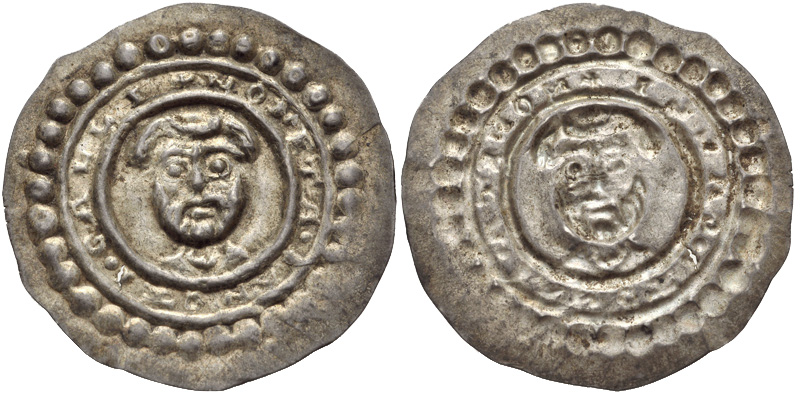
Schweiz, St. Gallen (Abtei), Ulrich IV. (1167–1199). Ewiger Pfennig (Runder Pfennig) mit dem Kopfbild des heiligen Gallus.

Das «Kloster» des Gallus war das erste dauerhafte Kloster im Bodenseeraum, weshalb ihm nicht nur institutionell, sondern auch kulturell eine zentrale Bedeutung zukam. Dora schreibt sogar, dass mit der Klostergründung Anfang des 6. Jahrhunderts das Mittelalter anfing.
Im Sarkophag, der 2009 bei Grabungen im Klosterhof gefunden wurde, könnte es sich laut Max Schär um die Gebeine von Graf Talto handeln. Dieser war sowohl ziviler als auch militärischer Machtträger südlich des Bodensees und ein Vertrauter von König Dagobert. Zudem unterstützte er Gallus und seine Mönchsgemeinschaft. Da er Gallus hoch verehrte, dürfte er den Wunsch gehabt haben, möglichst in dessen Nähe bestattet zu werden. Diese These ist wissenschaftlich nicht erhärtet; sie steht aber auch nicht im Widerspruch zu den bisherigen naturwissenschaftlichen und archäologischen Erkenntnissen.
Um 700 ging Magulfus, Priester und Hirte am Grab des heiligen Gallus, mit der Bitte um eine Wachsspende zu Herzog Gotfrid nach Cannstatt. Daraufhin übertrug der Herzog den Ort Biberburg an die Galluskirche. Offensichtlich hatte sich der Ruf des Heiligen also schon wenige Jahrzehnte nach dessen Tod 640 im südalemannischen Gebiet verbreitet.
Im Jahr 719, also zwei bis drei Generationen nach Gallus’ Tod, gründete der alemannische Priester und später Heilige Otmar zu dessen Ehren am Wallfahrtsort eine Abtei und gab ihr den Namen St. Gallen. St. Gallen wurde zu einer Zufluchtsstätte für irische Gelehrte und Künstler, welche in ihrer Heimat von den Wikingern sowie den Dänen verfolgt wurden.
Um 1350 wurde das Haupt des hl. Gallus aus St. Gallen nach Prag überführt, wo es in der gleichnamigen St.-Gallus-Kirche (Kostel sv. Havla) in der Prager Altstadt als Reliquie aufbewahrt wird.
Eine ganze Reihe weiterer Orte und Kirchen wurden nach Gallus benannt:
- Sankt Gallen (Steiermark), Gallen, St. Gallenkirch, Gallneukirchen, St. Gallenkappel, Gallenweiler,
- eine stattliche Zahl von Galluskirchen,

ausserdem die Gallusquelle in Hermentingen (Stadt Veringenstadt, Landkreis Sigmaringen).
Gallus gilt als Patron des Kantons St. Gallen sowie der Gänse und Hühner.

## Namenstag
Der Namenstag des heiligen Gallus fällt zusammen mit dem der heiligen Hedwig auf den 16. Oktober. Die Bauernregel für diesen Tag reimt: «Hedwig und Sankt Gall’ machen das Schneewetter all.» Dieser Gedenktag findet sich in den Kalendern der evangelischen, römisch-katholischen und orthodoxen Kirche.

## Verehrung
Orte, benannt nach dem Heiligen: St. Gallen (Schweiz, mitsamt dem Kanton St. Gallen); St. Gallenkappel (Kanton St. Gallen); St. Gallenkirch (Vorarlberg); Gallneukirchen (Oberösterreich); Sankt Gallen (Steiermark); Saint-Gall (Sankt-Gallen), Ortsteil von Thal-Marmoutier (deutsch Thal bei Maursmünster, Frankreich).
Zahlreiche Kirchen und Kapellen sind dem heiligen Gallus geweiht, darunter die Kathedrale von St. Gallen.
In einigen Orten Hessens wie Grünberg, Süddeutschlands wie Mainburg, aber auch im ostfriesischen Leer gibt es äusserst alte Märkte und Volksfeste namens Gallimarkt, die aufgrund des Gallustages nach dem heiligen Gallus benannt sind.